# Обенро
Обенро (дан. Aabenraa) је град у Данској, у југозападном делу државе. Град је у оквиру покрајине Јужне Данске, где са околним насељима чини једну од општина, Општину Обенро.

## Природни услови
Обенро се налази у југозападном делу Данске, близу државне границе са Немачком, која се налази 20 километара јужно од града. Од главног града Копенхагена, град је удаљен 280 километара југозападно.
Град Обенро се налази у југоисточном делу данског полуострва Јиланд, на месту у полуострво залази Балтичко море Обенроским заливом. На дну залива образовао се град. Подручје око града је бреговито. Надморска висина града креће се од 0 до 70 метара.

## Историја
Подручје Обенроа било је насељено још у доба праисторије. Данашње насеље јавља се у раном средњем веку. Насеље је добило градска права 1240. године.
У раздобљу 1867-1920. град је био у оквиру Пруске, а потом и Немачке.
И поред петогодишње окупације Данске (1940-45.) од стране Трећег рајха Обенро и његово становништво нису много страдали.

## Становништво
Обенро је 2010. године имао око 16 хиљада у градским границама и око 60 хиљада са околним насељима.
Етнички састав: Становништво Обенроа је претежно етнички данско са малобројном немачком мањином. И поред тога, град је званично седиште мањинске самоуправе немачке мањине у Данској.

## Збирка слика
- Главна улица Обенроа
- Главна градска црква, посвећена св. Николи
- Градска кућа
- Јужна банка - одељење у Обенроу